# Parental Advisory

Nhãn "Parental Advisory" hiện nay, được đưa ra từ năm 1996.

Nhãn Parental Advisory (Cảnh báo Phụ huynh, viết tắt là PAL) là nhãn cảnh báo đầu tiên được Hiệp hội Công nghiệp ghi âm Hoa Kỳ (RIAA) đưa ra vào năm 1985 và sau đó được Ngành Công nghiệp Hình ảnh Anh (BPI) thông qua vào năm 2011. Nhãn được đặt trên các bìa đĩa nhạc để cảnh báo cha mẹ về sử dụng tục tĩu trong nội dung hoặc các tài liệu tham khảo không phù hợp cho trẻ nhỏ. Nhãn lần đầu tiên được gắn trên đĩa compact và băng cassette, và đã được đưa vào ngành công nghiệp âm nhạc kĩ thuật số hiện đại được cung cấp bởi các cửa hàng âm nhạc trực tuyến để thích ứng với sự phổ biến ngày càng tăng của nền tảng này.
Các bản ghi với nhãn hiệu Parental Advisory được phát hành cùng với các phiên bản kiểm duyệt để giảm hoặc loại bỏ nội dung có vấn đề. Một số nhà bán lẻ sẽ phân phối tất cả các loại sản phẩm, thỉnh thoảng với giá tăng cho các phiên bản kiểm duyệt, trong khi một số cung cấp bản sửa đổi của riêng họ. Tuy nhiên, nhãn đã được đặt ra nhiều câu hỏi vì sự thiếu hiệu quả trong việc giới hạn số lượng nội dung không phù hợp với trẻ nhỏ.

## Bối cảnh

Mary "Tipper" Gore, đồng sáng lập của Parents Music Resource Center

Ngay sau khi thành lập vào tháng 4 năm 1985, Parents Music Resource Center (PMRC) đã đưa 15 bài hát vào nhóm có nội dung không phù hợp. Những lời chỉ trích đã được đưa ra với đĩa đơn "Darling Nikki" của Prince, sau khi con gái 11 tuổi của đồng sáng lập PMRC - bà Mary "Tipper" Gore, đã hát theo bài hát có nội dung về thủ dâm này. Hiệp hội Công nghiệp ghi âm Hoa Kỳ (RIAA) trả lời bằng cách giới thiệu một phiên bản ban đầu của nhãn cảnh báo nội dung của họ, mặc dù PMRC đã không hài lòng và đề xuất một hệ thống xếp loại âm nhạc được cấu trúc giống như hệ thống xếp loại hạng phim của Hiệp hội Phim ảnh Mỹ. RIAA đề nghị sử dụng nhãn cảnh báo "Parental Guidance: Explicit Lyrics" sau xung đột giữa các tổ chức. Vấn đề được thảo luận vào ngày 19 tháng 9 trong một phiên điều trần với Ủy ban Thương mại, Khoa học và Vận tải Hoa Kỳ. Các nhạc công nổi tiếng như Frank Zappa, Dee Snider và John Denver từng làm chứng tại buổi điều trần này với sự phản đối mạnh mẽ đối với hệ thống nhãn cảnh báo của PMRC và sự kiểm duyệt nói chung. Khoảng hai tháng sau buổi điều trần, các tổ chức đã đồng ý giải quyết bằng việc các bản thu âm phải được gắn nhãn cảnh báo "Explicit Lyrics: Parental Advisory" hoặc có lời bài hát đính kèm trên bìa.
Năm 1990, thiết kế nhãn gồm hai màu đen trắng như chuẩn hiện tại được thiết kế với dòng chữ "Parental Advisory: Explicit Lyrics" đã được giới thiệu và được đặt ở phần dưới cùng bên phải của một sản phẩm nhất định. Album đầu tiên mang nhãn "Parental Advisory" là "Black and White" bản phát hành năm 1990, "Banned in the USA" của nhóm rap 2 Live Crew. Đến tháng 5 năm 1992, có khoảng 225 đối tượng đã được đánh dấu bằng cảnh báo. Sau này nhãn đã được chuyển thể thành "Parental Advisory: Explicit Content" vào năm 1996. Hệ thống này không thay đổi cho đến năm 2002, khi các hãng thu âm liên kết với Bertelsmann Music Group để bắt đầu phân loại nội dung vào những lĩnh vực cụ thể bao gồm "Ngôn ngữ mạnh","nội dung bạo lực" hoặc "nội dung khiêu dâm" trên các đĩa compact cùng với nhãn "Parental Advisory". Nhãn "Parental Advisory" lần đầu tiên được sử dụng cho các dịch vụ nghe nhạc trực tuyến và các cửa hàng âm nhạc trực tuyến vào năm 2011. Cùng năm đó, Ngành Công nghiệp Hình ảnh Anh (BPI) đã sửa đổi chính sách kiểm duyệt âm nhạc của mình để kết hợp việc sử dụng nhãn cảnh báo.

## Ứng dụng
"Chương trình Nhãn hiệu Cảnh báo phụ huynh" ở Hoa Kỳ và "Chương trình Tư vấn Phụ huynh" ở Anh không có sự đồng thuận về các tiêu chuẩn khi nào sử dụng, nhưng cũng đã cung cấp một số phương châm về cách sử dụng.. Mặc dù việc sử dụng nhãn này là hoàn toàn tự nguyện và do các nhà sản xuất đĩa quyết định, RIAA khuyến cáo các nội dung có "từ ngữ mạnh miêu tả bạo lực, tình dục, hay sử dụng chất kích thích đến mức phụ huynh phải được khuyến cáo". BPI thêm yêu cầu rằng "phân biệt chủng tộc, chủ nghĩa phân biệt chủng tộc, đồng tính hoặc khác biệt ngôn ngữ hoặc hành vi" sẽ được xem xét sau.
Các bản ghi âm có nhãn "Parental Advisory" ở các định dạng ban đầu của chúng thường được phát hành kèm các phiên bản kiểm duyệt làm giảm hoặc loại bỏ hoàn toàn các nội dung không phù hợp, và chúng phải được RIAA công nhận là phiên bản "sạch" và không cần dán nhãn trong các phiên bản đã sửa đổi. Các nhà bán lẻ Mỹ bao gồm Best Buy và Fye phân phối cả các bản ghi ban đầu và bản đã kiểm duyệt. Target cũng bán cả hai phiên bản mặc dù thỉnh thoảng chỉ cung cấp phiên bản rõ ràng tùy thuộc vào sản phẩm. Walmart và cách đối tác liên kết của họ nổi tiếng chỉ vì bán các bản đã được kiểm duyệt. Trong một trường hợp, nhà bán lẻ đã từ chối phân phối "21st Century Breakdown" (2009) của Green Day vì họ không nhận được bản sao "sạch" mà họ yêu cầu. Các cửa hàng âm nhạc trực tuyến, bao gồm cả iTunes, thường có logo của Parental Advisory được đính kèm vào các tệp tin kỹ thuật số.

## Tác động
Kể từ khi được giới thiệu, nhãn Parental Advisory thường bị đặt dấu hỏi về tính hiệu quả. Jon Wiederhorn từ MTV News cho biết rằng các nghệ sĩ đang hưởng lợi từ nhãn và lưu ý rằng những khách hàng trẻ tuổi quan tâm đến nội dung khiêu dâm có thể dễ dàng tìm thấy nó bằng một nhãn đính kèm. Thay mặt cho Westword, Andy Thomas ngụ ý rằng nhãn hiệu này không đạt được mục đích vì lý do một khách hàng trẻ tuổi "dù sớm hay muộn cũng có thể có một bản sao từ bạn bè hay một người nào khác." Ông cho biết thêm rằng phản ứng của cha mẹ đã thay đổi, với những bậc cha mẹ không quan tâm nhiều thì họ sẽ không quản lí chặt con cái, còn những người chặt chữ hơn, họ sẽ cấm con họ nghe bản thu âm có gắn nhãn.

## Phiên bản chỉnh sửa
Các album được gắn nhãn "Parental Advisory" thường được bán cùng với phiên bản "đã chỉnh sửa" loại bỏ nội dung có thể bị phản đối, thường ở các phiên bản trên radio. Tuy nhiên, RIAA cho biết "phiên bản đã chỉnh sửa không cần phải xóa tất cả nội dung có thể bị phản đối khỏi bản ghi âm". Những album này được đóng gói gần như giống hệt với bản gốc chỉ duy nhất là thiếu con dấu "Parental Advisory". (Một trường hợp ngoại lệ đáng chú ý là album Box Car Racer, trên hộp của album có ghi "EDITED VERSION" ơn vị trí của nhãn Parental Advisory).
Hầu hết các phiên bản qua chỉnh sửa chỉ sửa chữa hoặc lược bỏ một phần nội dung không phù hợp. Tuy nhiên, một số album đã được chỉnh sửa bằng cách khác, chẳng hạn như Halfway Between the Gutter, Stars ("Star 69") và Curtain Call có các bài hát bị xóa hoàn toàn, trong khi một số khác, như Take Off Your Pants và Jacket "Happy Holidays You Bastards" được đổi tên thành "Happy Holidays" và The Slim Shady LP có 4 bài hát được đổi tên để xoá bỏ nội dung không phù hợp khỏi tiêu đề bài hát. Phiên bản được chỉnh sửa của Life After Death đáng chú ý vì đã có rất nhiều bài hát bị lược bỏ và nó có thể được cô đưa vào một album riêng.
Phiên bản đã chỉnh sửa của album thường được chỉnh sửa đến mức mà nội dung sẽ được coi là thích hợp để phát sóng radio. Ngôn ngữ mạnh mẽ hầu như luôn luôn được biên tập lại (tuy nhiên các phiên bản chỉnh sửa của The Marshall Mathers LP và The Slim Shady LP đã để lại gần như tất cả các tục tĩu khác ngoại trừ từ "f*ck"). Ngoài những lời phỉ báng chủng tộc (hầu hết các album sẽ xóa "nigga / nigger"). Các nội dung về ma túy cụ thể cũng thường được chỉnh sửa, chủ yếu là từ ngữ lóng cho các loại thuốc bất hợp pháp. Tuy nhiên, một số album đã chỉnh sửa không nhất quán, những lời bài hát bạo lực và khiêu dâm, thường chưa được chỉnh sửa. Nhưng mặt khác, tất cả những lời tục tĩu đều bị tắt tiếng.